# Милан Мојсиловић
Милан Мојсиловић (Косовска Митровица, 3. август 1967) је генерал Војске Србије. Начелник Генералштаба Војске Србије од 14. септембра 2018. године.

## Биографија
Рођен је 3. августа 1967. године у Косовској Митровици.
Завршио средњу техничку војну школу 1987, у Школском центру ОМЈ у Бања Луци (просечна оцена 9,92), а потом Војну Академију, Командно-штабну школу и Школу националне одбране у Београду. Од значајнијих интернационалних курсева завршио је извршни програм у трајању од четири месеца у Европском колеџу за безбедносне студије.
По избијању рата у Хрватској, Милан Мојсиловић добија прве ратне дужности на Банији. Крај 1991. дочекује у бригади ЈНА у Петрињи као командир тенковског вода. Наредног пролећа, почетком рата у Босни и Херцеговини, ратује у Посавини у околини Дервенте у оквиру борбене групе Школског центра ОМЈ. Током мартовских и априлских борби његово борбено возило је два пута погођено. Након повлачења ЈНА из Босне и Херцеговине у мају 1992. и до почетка рата на Косову обављао је низ командних и наставних дужности у јединицама Војске Југославије у Србији. Од марта до јуна 1999. ратује на Косову као начелник одељења за оперативне послове 243. механизоване бригаде у Урошевцу.
Од значајнијих оперативних дужности обављао је дужност начелника оперативног одељења у Команди оперативних снага Војске Србије, заменика команданта Здружене оперативне команде у Генералштабу и команданта Копнене војске.
У периоду од годину дана од октобра 2013. године, поред дужности шефа војног представника у Мисији Републике Србије при НАТО, обављао је дужност председавајућег међународне саветодавне групе у центру за безбедносну сарадњу RACVIAC.
Пре постављења на садашњу дужност од 2013. до 2017. године обављао је дужност шефа Војног представништва у Мисији Републике Србије при НАТО у Бриселу. Влада Републике Србије донела је на седници одржаној 10. марта 2017. године Решење о постављењу Милана Мојсиловића за вршиоца дужности помоћника министра одбране за политику одбране. Указом председника Републике Србије од 14. септембра 2018. године постављен је на дужност Начелника Генералштаба.

## Образовање
- Војна академија КоВ, 1991. године
- Комнадноштабна академија, 1998. године
- Школа националне одбране, 2006. године

## Досадашње дужности
- 2013 - 2017, шеф војног представника у Мисији Републике Србије при НАТО
- 2011 - 2013,  командант копнене војске Србије
- 2006 - 2007, заменик команданта здружене оперативне команде
- 2007, Помоћник за операције Здружене оперативне команде, Генералштаб
- 2006 - 2007, Начелник одељења за оперативне послове команде оперативних снага
- 2004 - 2006, Командант оклопне бригаде
- 2001 - 2004, Начелник штаба команде механизоване бригаде
- 1999 - 2001, Начелник одсека за оперативно-наставне послове штаба команде механизоване бригаде
- 1996 - 1999, Командант оклопног батаљона
- 1994 - 1996, Начелник класе студената уједно наставник, Војна академија
- 1993 - 1994, Командир питомачке чете, Школски центар ОМЈ
- 1991 - 1993, Командир питомачког вода, Школски центар ОМЈ

## Унапређења у чинове
| Година |  | Чин                 |
| ------ |  | ------------------- |
| 1991   |  | потпоручник         |
| 1992   |  | поручник            |
| 1995   |  | капетан             |
| 1997   |  | капетан I класе     |
| 1999   |  | мајор               |
| 2001   |  | потпуковник         |
| 2004   |  | пуковник            |
| 2009   |  | бригадни генерал    |
| 2011   |  | генерал-мајор       |
| 2018   |  | генерал-потпуковник |
| 2019   |  | генерал             |

## Приватни живот
У браку је. Отац је једног детета.